# Бетел (Делавэр)
Бетел (англ. Bethel) — город в округе Сассекс в штате Делавэр США. По данным переписи 2020 года, численность населения составляла 239 человек.

## Население
| 2010 | 2020 |
| ---- | ---- |
| 171  | ↗239 |